# Atlantic City, New Jersey
Atlantic City je grad u američkoj saveznoj državi New Jersey, u okrugu Atlantic. Atlantic City je osnovan 1. svibnja 1854. godine, danas je poznato turističko i kockarsto mjesto.

## Povijest
Atlantic City je oduvijek bio turistički grad. Njegov položaj u južnom dijelu države New Jersey, na obalama Atlantskog oceana, bio je povod za osnutak grada i njegov razvoj. Grad je osnovan 1854. godine, veliki utjecaj na osnutak i razvoj Atlantic Cityja imao je obližnji grad Philadelphia.
Prva šetnica sagrađena je 1870. godine, godinama je dograđivana a najduža je bila prije Uragana 1944. godine, kada je bila duga 11,2 km. Današnja setnica duga je 6,63 km izgrađena od čelika i armiranoga betona.
U ranom 20. stoljeću, Atlantic City doživio je građevinsku revoluciju. Mnogi skromni apartmani zamijenjeni su velikim hotelima.

## Demografija
Po popisu stanovništva iz 2000. godine u grad je živjelo 40.517 stanovnika 	
u 15.848 kućanstva s 8.700 obitelji s prebivalištem u gradu, dok je prosječna gustoća naseljenosti 1.378 stan./km2.
Prema rasnoj podjeli u naselju živi najviše afroamerikanaca kojih ima 44,16%, dok bijelaca ima 26,68%, azijata ima 10 %.

## Vanjske poveznice
- Službena stranica grada
- Vodič: Atlantic City na Wikivoyageu

### Ostali projekti
|  | Zajednički poslužitelj ima još gradiva o temi Atlantic City, New Jersey |